# Arturo Molina
Arturo Molino Tornero (Abarán, 18 luglio 1996) è un calciatore spagnolo, centrocampista svincolato.

## Carriera
Cresciuto nel settore giovanile del Real Murcia, debutta in prima squadra il 30 agosto 2014, in occasione dell'incontro di Segunda División B vinto per 1-2 contro il Racing Ferrol. Il 29 luglio 2016 viene acquistato dal Levante, firmando un contratto biennale e venendo aggregato alla propria squadra riserve. Il 25 luglio 2017 passa in prestito al Real Madrid, dove anche qui viene aggregato alla squadra riserve. Il 5 ottobre 2020 viene ceduto in prestito al Castellón. Il 31 agosto 2021 viene acquistato a titolo definitivo dal Fuenlabrada. Il 23 gennaio 2022 si accasa al Racing Santander.

## Statistiche

### Presenze e reti nei club
Statistiche aggiornate al 18 dicembre 2022.
| Stagione                | Squadra                 | Campionato              | Campionato | Campionato | Coppe nazionali | Coppe nazionali | Coppe nazionali | Coppe continentali | Coppe continentali | Coppe continentali | Altre coppe | Altre coppe | Altre coppe | Totale | Totale |
| Stagione                | Squadra                 | Comp                    | Pres       | Reti       | Comp            | Pres            | Reti            | Comp               | Pres               | Reti               | Comp        | Pres        | Reti        | Pres   | Reti   |
| ----------------------- | ----------------------- | ----------------------- | ---------- | ---------- | --------------- | --------------- | --------------- | ------------------ | ------------------ | ------------------ | ----------- | ----------- | ----------- | ------ | ------ |
| 2014-2015               | Real Murcia             | SDB                     | 31         | 5          | CR              | 0               | 0               |                    | -                  | -                  |             | -           | -           | 31     | 5      |
| 2015-2016               | Real Murcia             | SDB                     | 29         | 3          | CR              | 1               | 0               |                    | -                  | -                  |             | -           | -           | 30     | 3      |
| Totale Real Murcia      | Totale Real Murcia      | Totale Real Murcia      | 60         | 8          |                 | 1               | 0               |                    | -                  | -                  |             | -           | -           | 61     | 8      |
| 2016-2017               | Levante B               | SDB                     | 27         | 7          |                 | -               | -               |                    | -                  | -                  |             | -           | -           | 27     | 7      |
| 2017-2018               | Real Madrid B           | SDB                     | 21         | 1          |                 | -               | -               |                    | -                  | -                  |             | -           | -           | 21     | 1      |
| 2018-2019               | Levante B               | SDB                     | 32         | 4          |                 | -               | -               |                    | -                  | -                  |             | -           | -           | 32     | 4      |
| 2019-2020               | Levante B               | SDB                     | 26         | 4          |                 | -               | -               |                    | -                  | -                  |             | -           | -           | 26     | 4      |
| Totale Levante B        | Totale Levante B        | Totale Levante B        | 85         | 15         |                 | -               | -               |                    | -                  | -                  |             | -           | -           | 85     | 15     |
| 2020-2021               | Castellón               | SD                      | 24         | 0          | CR              | 0               | 0               |                    | -                  | -                  |             | -           | -           | 24     | 0      |
| 2021-gen. 2022          | Fuenlabrada             | SD                      | 12         | 0          | CR              | 2               | 0               |                    | -                  | -                  |             | -           | -           | 14     | 0      |
| gen.-giu. 2022          | Racing Santander        | PDR                     | 16         | 1          | CR              | -               | -               |                    | -                  | -                  |             | -           | -           | 16     | 1      |
| 2022-2023               | Racing Santander        | SD                      | 14         | 1          | CR              | 0               | 0               |                    | -                  | -                  |             | -           | -           | 14     | 1      |
| Totale Racing Santander | Totale Racing Santander | Totale Racing Santander | 30         | 2          |                 | 0               | 0               |                    | -                  | -                  |             | -           | -           | 30     | 2      |
| Totale carriera         | Totale carriera         | Totale carriera         | 232        | 26         |                 | 3               | 0               |                    | -                  | -                  |             | -           | -           | 235    | 26     |

## Palmarès

### Club

#### Competizioni nazionali
- Primera División RFEF: 1

Racing Santander: 2021-2022 (gruppo 1)